# 村上慎太郎
村上 慎太郎（むらかみ しんたろう、1984年4月6日 - ）は、日本の演出家、脚本家、俳優。京都府出身。京都造形芸術大学卒業。夕暮れ社 弱男ユニット 代表。

## 来歴
高校在学中に、電視游戲科学舘の「みなそこにねむれ」公演を見て感銘を受け、恩師の勧めもあり劇団を共にする仲間を探す為に京都造形芸術大学 映像・舞台芸術学科へ進学する。
2005年、大学在学中に「弱男ユニット」を結成する。
2008年、メンバーを増やして「夕暮れ社 弱男ユニット」と名前を改める。同年、大阪市が主催する新進舞台芸術アーティスト発掘事業「CONNECT vol.2」にて、作・演出「現代アングラー」が優秀賞を受賞する。
2017年、作・演出「ハイアガール」が第24回OMS戯曲賞 最終選考にノミネートされる。
2019年、全国学生演劇祭へ出場する京都地区 代表劇団を決める「京都学生演劇祭2019」の審査員、NPO法人 京都舞台芸術協会 理事を務める。

## 参加作品

### 舞台
夕暮れ社 弱男ユニット 公演（作・演出・出演）
- 作品一覧はこちらを参照

ヨーロッパ企画 公演
- 「あの大鴉、さえも」（2011年、元・立誠小学校）演出
- ハイタウン2012「変形コメディ」（2012年、元・立誠小学校）脚本・演出
- ハイタウン2014「車コメディ」（2014年、元・立誠小学校）作・演出 [10]
- ハイタウン2016「時計コメディ」（2014年、元・立誠小学校）作・演出 [11]。

その他
- France_pan「京都かよ!」（2009年、アトリエ劇研）五人芝居：脚本
- ベビー・ピー「はたたがみ」（2010年、京都大学西部講堂）演出助手・出演
- gate#5「むかいが堺っ子ウェブラジオ」（2011年、京都KAIKA）脚本
- tryout リーディング公演「ローランドゴリラとビーバー」（2014年、京都市東山青少年活動センター）演出
- 新進演出家ワークショップ発表公演「とある定時制高校(夜間部)の生徒会長」（2014年、高槻現代劇場）演出
- 劇団夕焼けシロップ「僕の東京日記」（2015年、京都市東山青少年活動センター）演出
- 水曜の家族「リリック ソング・フォー・ユ」（2016年、高槻現代劇場）脚本・演出
- The 饗宴「狂言× 中国変面「からくり人形」」（2017年、京都芸術センター）作・演出 [12]

### テレビ
- ドラゴン青年団（2012年、毎日放送）脚本
- ヨメ代行はじめました。（2013年、関西テレビ）脚本

## 出演作品

### 舞台
- ニットキャップシアター
  - 「ヒラカタ・ノート」（2004年、京都芸術センター）[注 3]
  - 「美脚ルノアール」（2005年、仮設劇場 WA）[注 3]
  - 「さらば、サルマタンX」（2006年、shin-bi）
- Hauptbahnhof

「朗読三本勝負!Hauptbahnhof BUS『こいばかり』おまけにギャランティーク和恵のミニライブ!!」（2014年、恵文社COTTAGE）

### テレビ
- 最後の赤紙配達人〜悲劇の召集令状64年目の真実〜（2009年、TBSテレビ）
- ヨーロッパ企画の暗い旅（2011年 - 、KBS京都）[13]
- タクシードライバー祇園太郎（2011年、NHK）声の出演
- 京都人の密かな愉しみ
  - 「桜散る」（2015年、NHK BSプレミアム）
  - 「逢瀬の桜 編」（2017年、NHK BSプレミアム）